# Masevaux
Masevaux est une ancienne commune française située dans le département du Haut-Rhin, en région Grand Est.
Cette commune se trouve dans la région historique et culturelle d'Alsace et est devenue, le 1er janvier 2016, une commune déléguée de la commune nouvelle de Masevaux-Niederbruck.
Ses habitants sont appelés les Masopolitains.

## Géographie
Masevaux, avec ses 3 278 habitants, est le chef-lieu d'un canton qui compte 11 054 habitants. Avec les communes de Bourbach-le-Bas et Guewenheim, du canton de Thann, il est le pôle d'une unité urbaine de 12 793 habitants.
Situé en zone de montagne, à 23 km de Belfort, 16 km de Thann et 30 km de Mulhouse, Masevaux est ouverte à tous les grands axes routiers (D 83) et autoroutiers (A 36).
C'est une des 188 communes du Parc naturel régional des Ballons des Vosges.

### Hydrographie
- la Doller (rivière de 1re catégorie) et de nombreux ruisseaux (le Bourbach, le Sickertbach, l'Alfeld, l'Isenbach, le Seebach, le Soultzbach, Lachtelweiherbachechle, le Houppachbaechle pour en nommer quelques-uns).

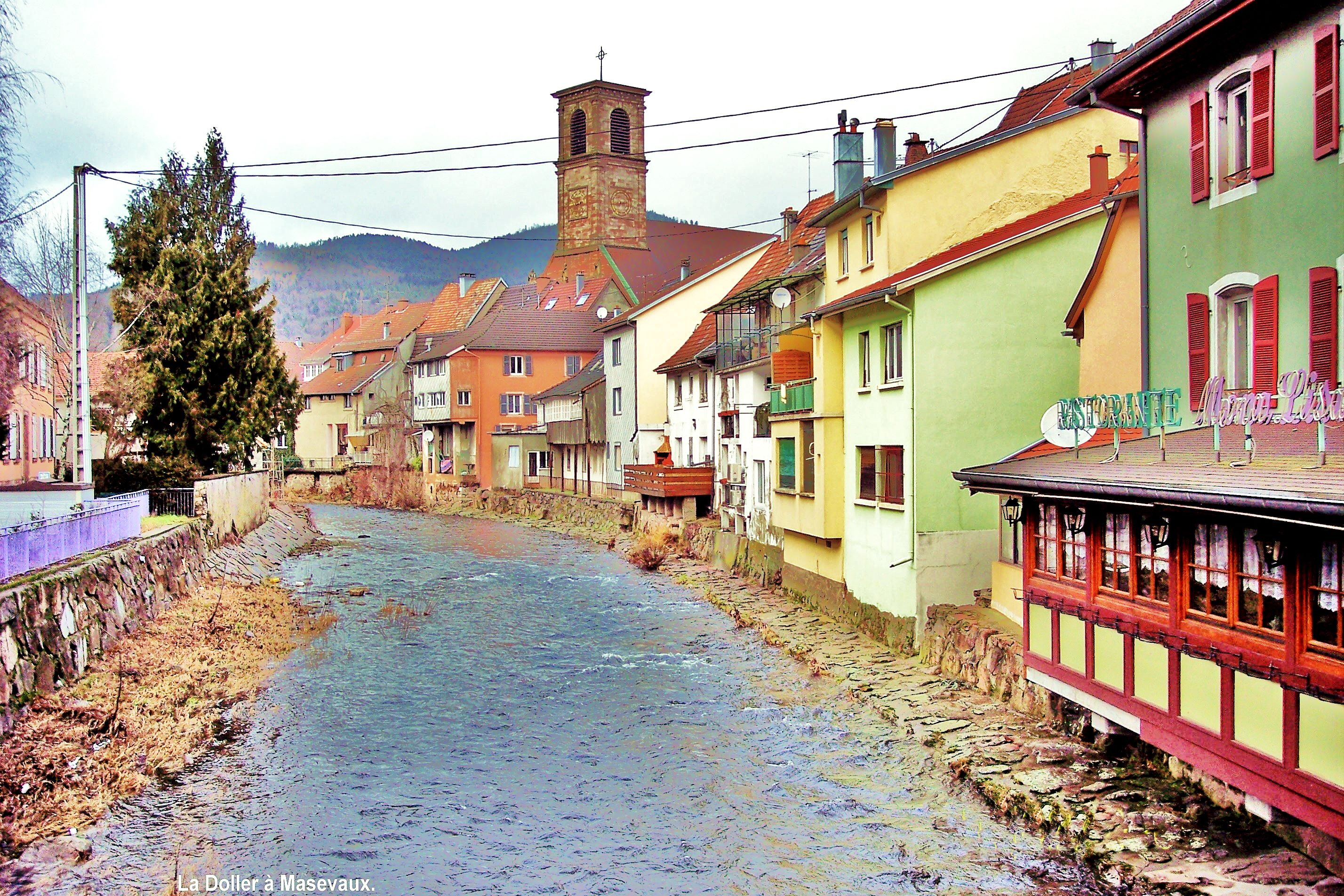
La Doller à Masevaux.

- le lac Bleu[2].

### Géologie et relief
Le territoire communal repose sur le bassin houiller stéphanien sous-vosgien.
- Le Baerenkopf (1 074 m), le Sudel (915 m), le Heidenkopf (653 m), l'Eichbourg (651 m).

### Écarts et lieux-dits
Houppach, Stoecken

### Quartiers
Walliser, Quartier Mason, Libelulles

## Toponymie
- Màsmìnschter en alsacien, Masmünster[4] en allemand.
- Valus Masonis (823), Masonis monasterium/Mason-Mostier (870), Masunval/Masunual (1175), Masemunster (1333), Maszmünster (1338), Massevaux (1793).
- La dénomination française de Masevaux était Massevaux jusqu'en 1920.

## Histoire

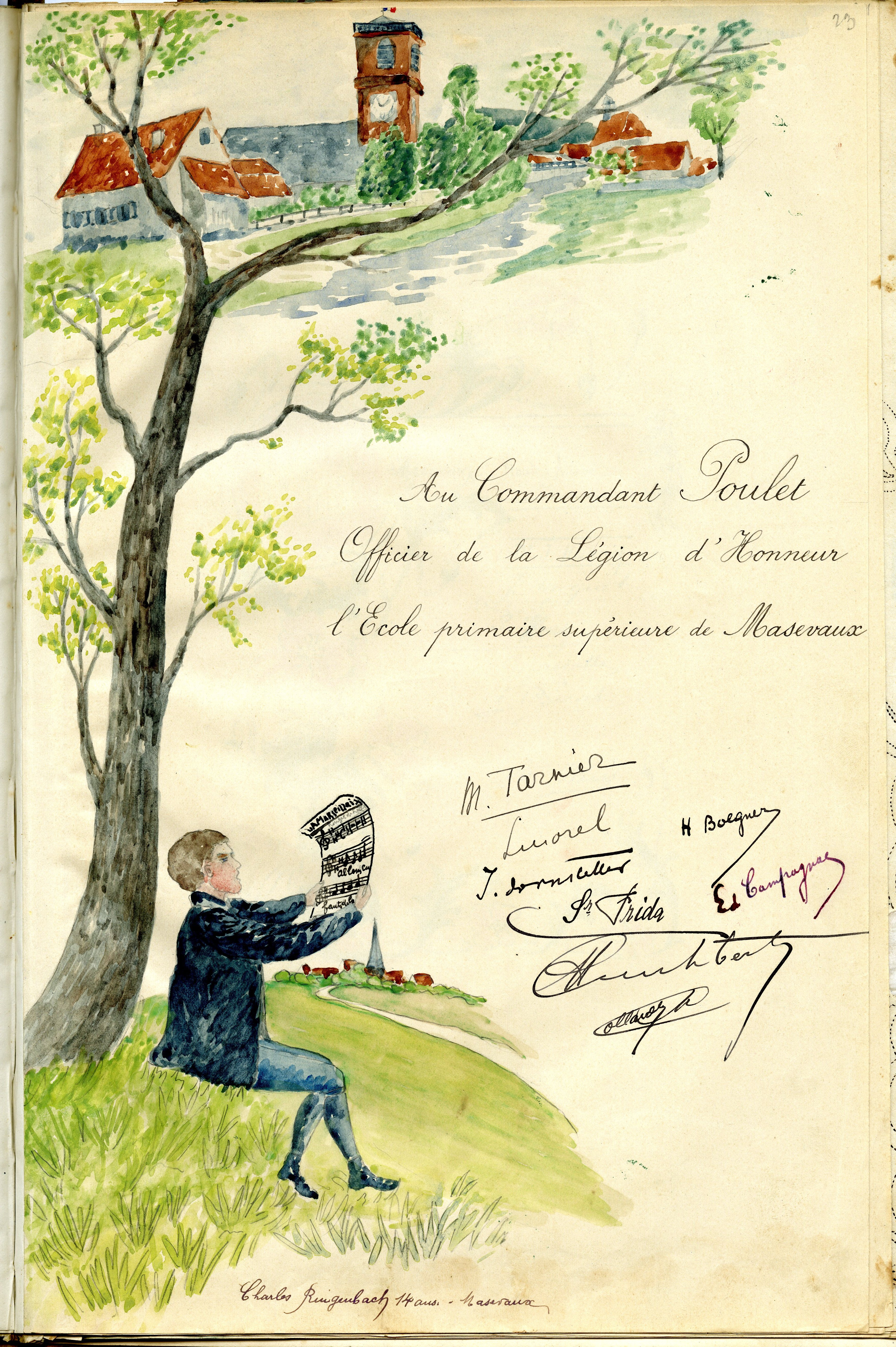
Hommage de l'école primaire de Masevaux à (Jean)-Henry Poulet, administrateur français du village entre sa libération lors de la première guerre mondiale et l'armistice.

Masevaux est probablement dérivé de Mason, petit-fils du duc d'Alsace Etichon, qui habitait le château de Ringelstein aujourd'hui en ruines ; son fils unique âgé de huit ans s'étant noyé dans la Doller, il fonda en 720, près de la chapelle voisine de Saint Jean[Lequel ?], où lui était apparu un cerf portant une croix entre les perches, une abbaye de dames nobles  sous la règle de saint Benoît et en l'honneur de son parent saint Léger. Les biens de 25 villages furent affectés à l'entretien de 18 chanoinesses, de 6 chanoines et de 13 chapelains. L'église actuelle conserve un sarcophage avec une inscription latine disant : « Ci-gît enterré le fils du roi Mason, fondateur de ce couvent. L'anniversaire de ce fils se célébrait le 3 novembre et en même temps l'on distribuait du pain et des fèves. »
Le « combat du Champ-des-Fourches », entre Masevaux et Rougemont, oppose le 2 novembre 1870, durant la guerre franco-allemande de 1870, une colonne prussienne au bataillon de mobiles de la Haute-Saône renforcé de volontaires locaux.
Pendant la Première Guerre mondiale, Masevaux fait partie des premiers villages alsaciens conquis par l'armée française.

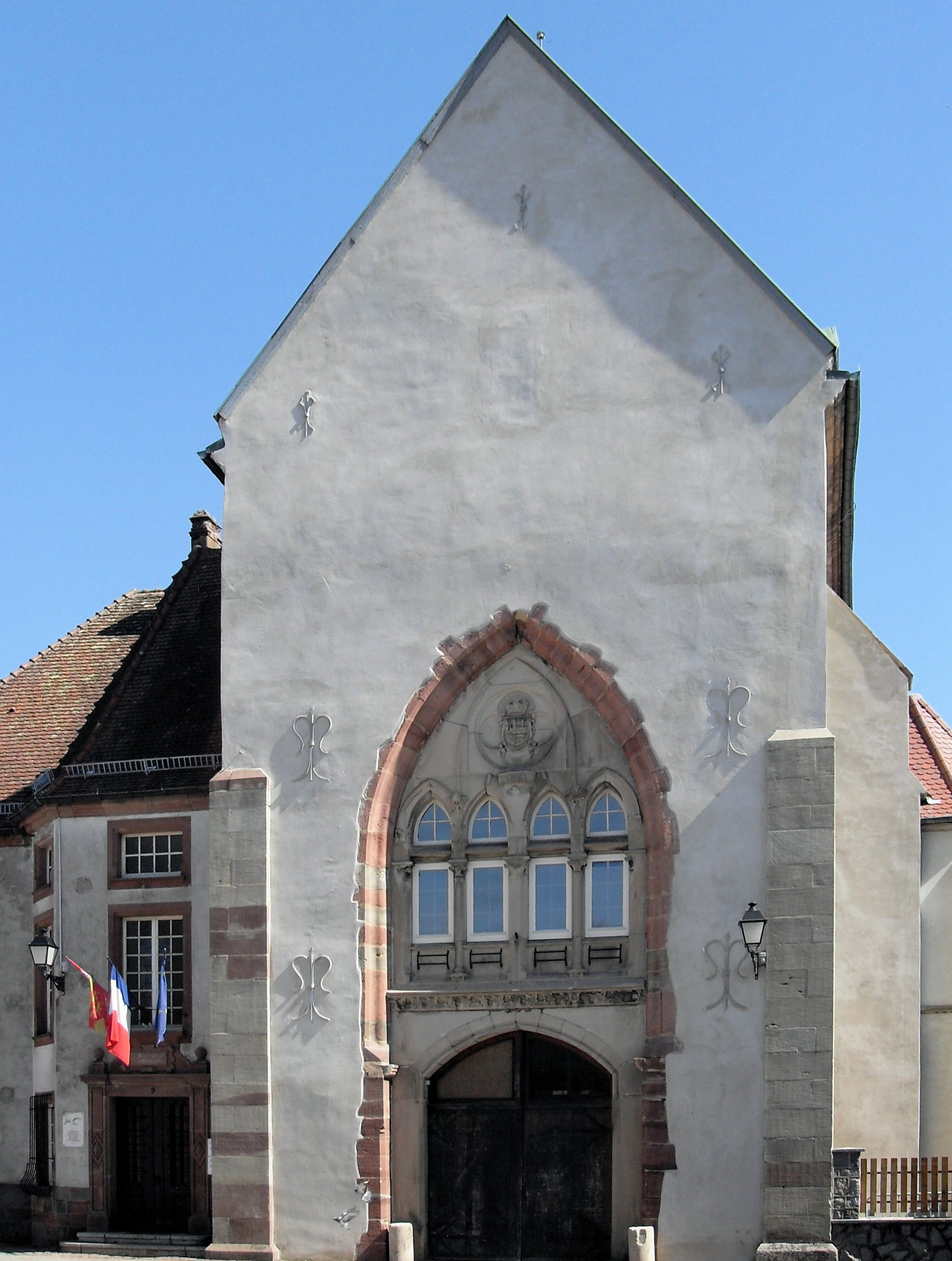
L'ancienne chapelle abbatiale Saint-Léger.
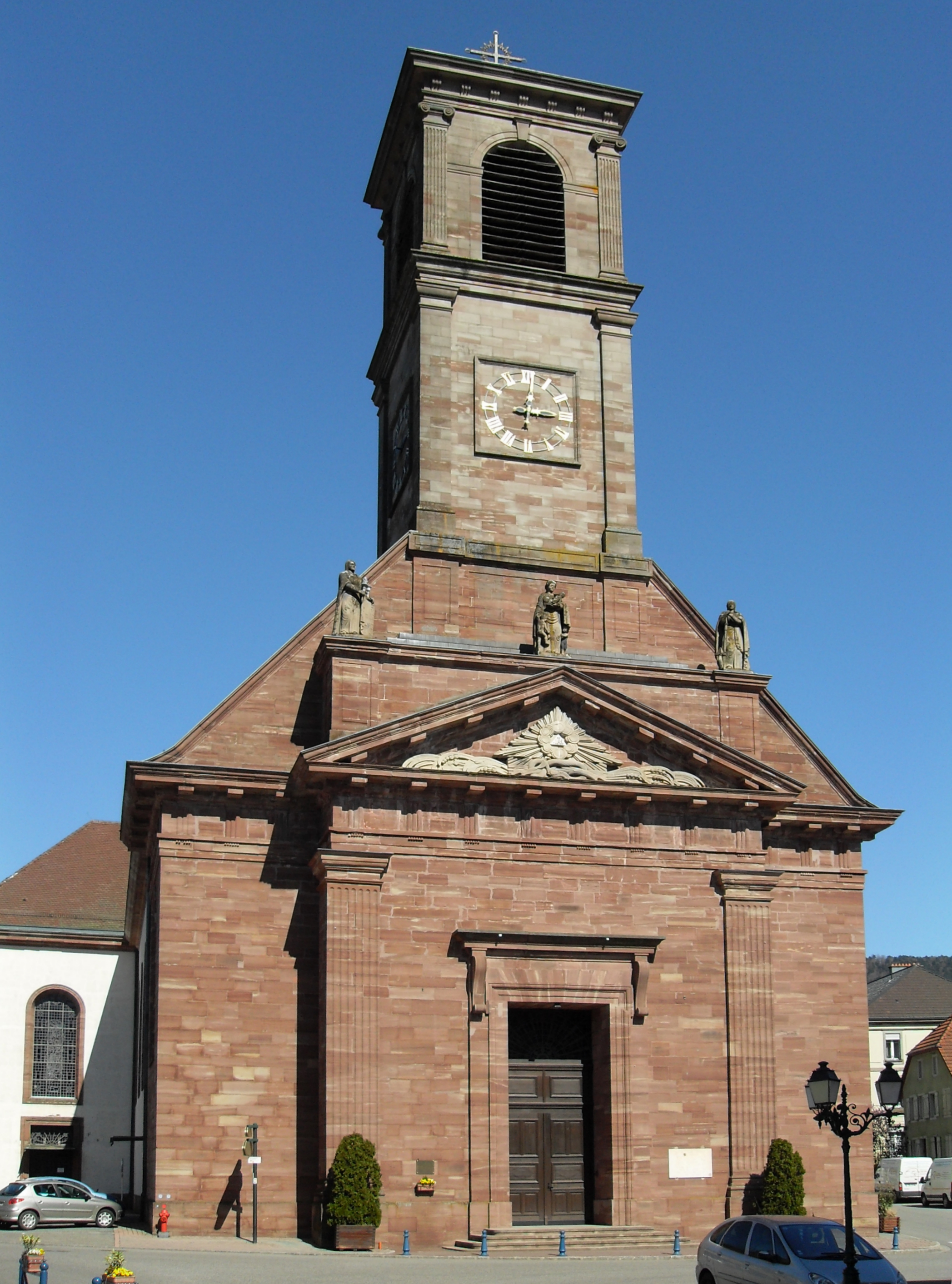
L'église Saint-Martin.
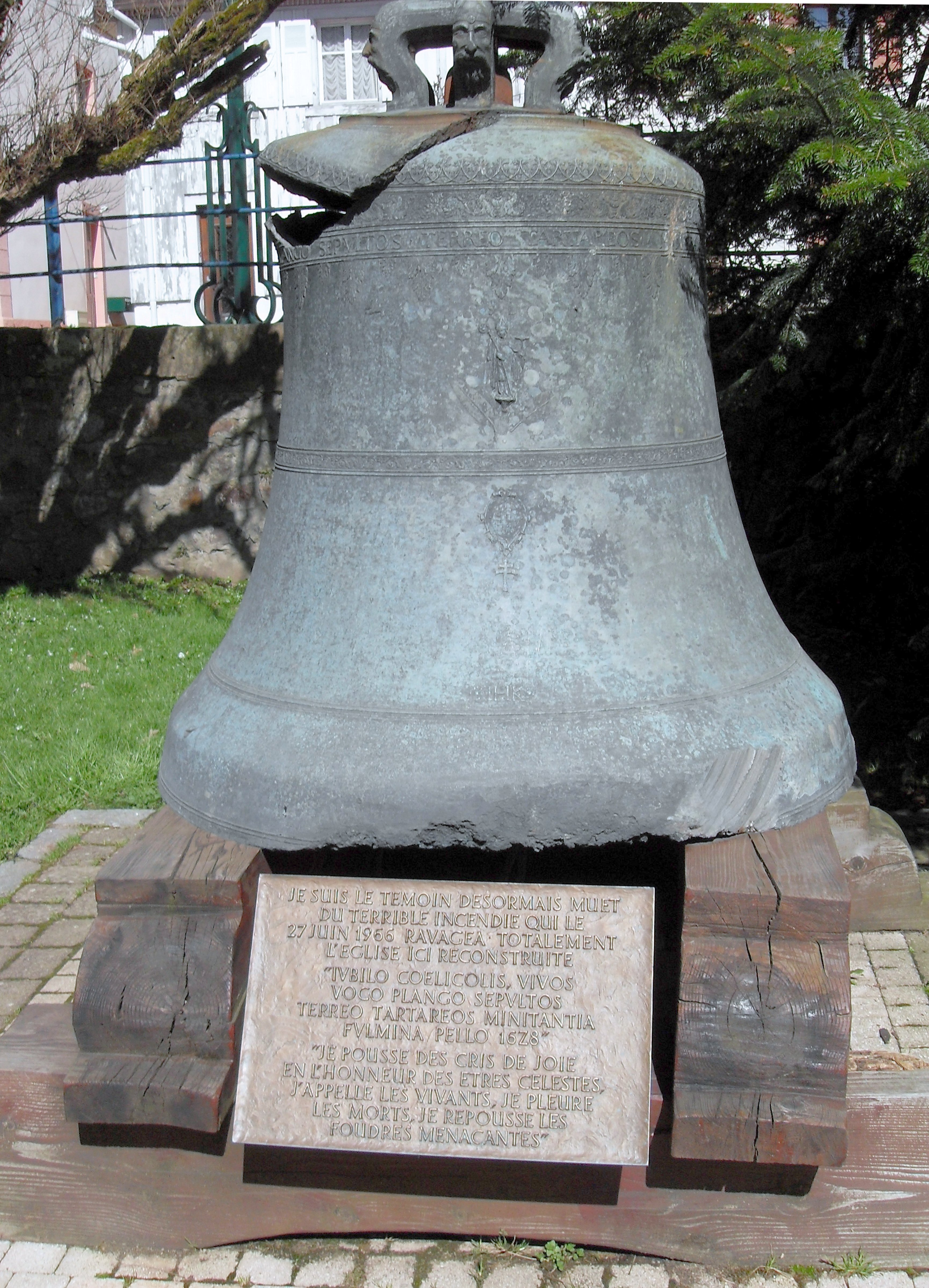
L'ancienne cloche d'église Saint-Martin, détruite par un incendie en 1966[6],[7].
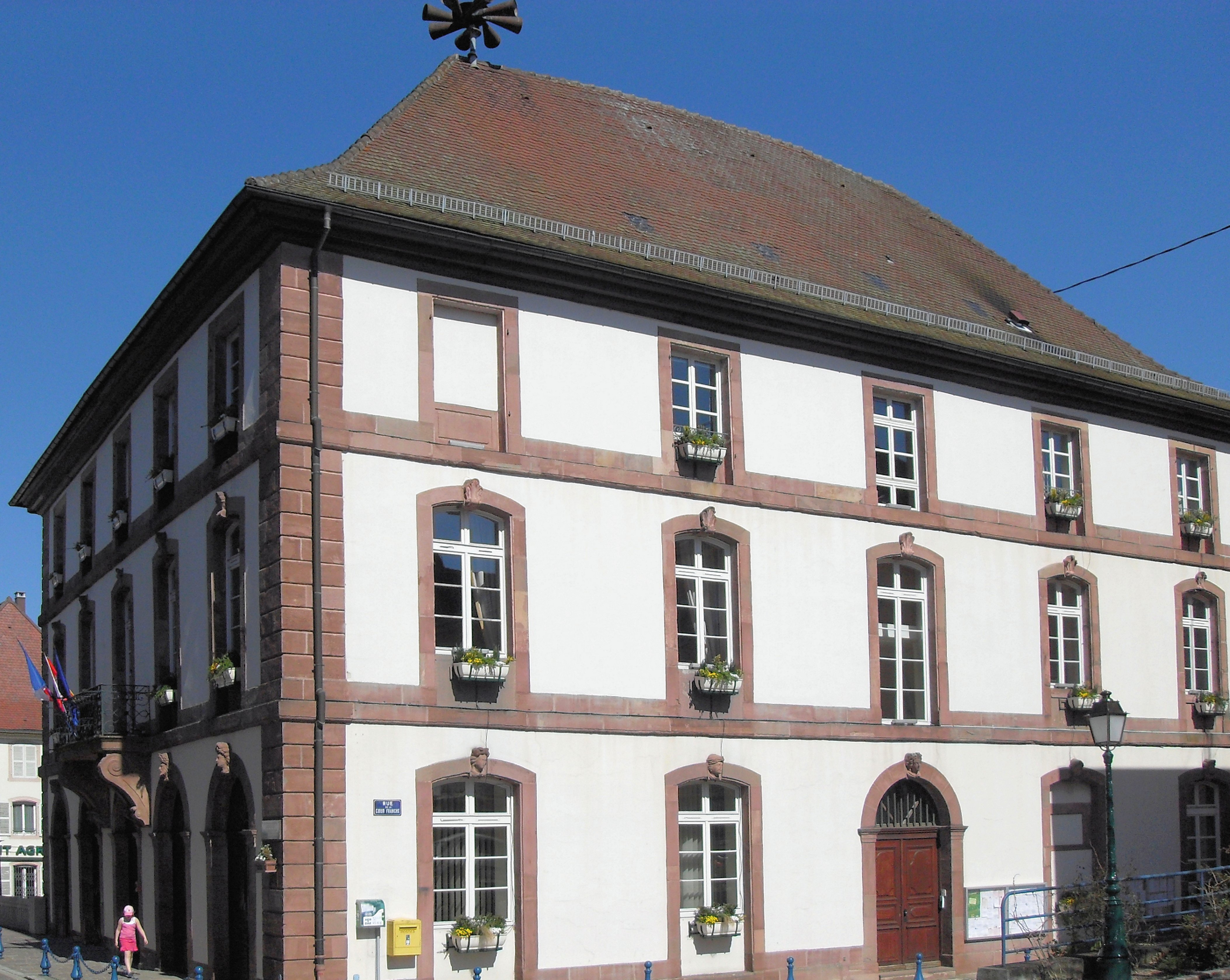
La mairie (ou l'hôtel de ville)[8],[9].

### Le monastère une dépendance des comtes de Ferrette
L'advocatie du monastère appartenait aux comtes de Ferrette ; ceux-ci exerçaient la juridiction au nom du chapitre, qui se vit peu à peu frustré de ses droits et fut obligé en 1241 de consentir à une transaction, qui mit entre les mains de la famille de Ferrette les tiers des revenus de la justice. Les archiducs, héritiers des comtes de Ferrette, achevèrent cette usurpation et ne laissèrent à l'abbaye que le patronage et la perception des dîmes, tandis que la seigneurie devint la propriété de Rodolphe, fils d'Albert, et fut engagée plus tard à une famille noble qui prit le nom de Massevaux.
Après l'extinction de cette famille, en 1572, l'investiture en fut donnée aux seigneurs de Bollwiller, puis aux comtes de Fugger, leurs héritiers. Dépossédés par les Suédois, les Fuggers furent rétablis par le traité de Munster et vendirent leurs droits, en 1680 au maréchal de camp Conrad de Rosen, avec le consentement de Louis XIV, qui convertit l'engagement en fief. Le même Conrad de Rosen vendit la seigneurie (1684) à son gendre Nicolas-Frédéric de Rothenbourg ; celui-ci eut pour successeur son fils, Conrad-Alexandre, qui fut ambassadeur de France près les cours d'Espagne et de Prusse, et mourut en 1735, après avoir acquis la seigneurie de Rougemont[Lequel ?] ; il laissa cet héritage à sa sœur, mariée à Nicolas-Joseph, comte de Vaudrey et baron de Saint-Rémy, dont la fille, Jeanne-Octavie, épousa le marquis de Rosen et lui apporta ces domaines en dot.

### AuXXesiècle
Masevaux a été libérée le 26 novembre 1944 par le général de Lattre de Tassigny. Avant d'évacuer la ville, les Allemands font sauter les deux ponts sur la Doller, ce qui provoque l'incendie de l'hôpital.

## Politique et administration

### Finances communales

#### Budget et fiscalité 2014
En 2014, le budget de la commune était constitué ainsi :
- total des produits de fonctionnement : 2 938 000 €, soit 870 € par habitant ;
- total des charges de fonctionnement : 2 429 000 €, soit 719 € par habitant ;
- total des ressources d’investissement : 1 160 000 €, soit 343 € par habitant ;
- total des emplois d’investissement : 1 110 000 €, soit 320 € par habitant.
- endettement : 3 498 000 €, soit 1 035€ € par habitant.

Avec les taux de fiscalité suivants :
- taxe d’habitation : 10,97 % ;
- taxe foncière sur les propriétés bâties : 9,17 % ;
- taxe foncière sur les propriétés non bâties : 65,52 % ;
- taxe additionnelle à la taxe foncière sur les propriétés non bâties : 50,60 % ;
- cotisation foncière des entreprises : 16,85 %.

## Équipements et services publics

### Enseignement
La ville de Masevaux a un collège public d'enseignement secondaire, le collège Alexandre Gérard et le lycée d'enseignement professionnel Joseph Vogt.

## Population et société

### Démographie
L'évolution du nombre d'habitants est connue à travers les recensements de la population effectués dans la commune depuis 1793. À partir du 1er janvier 2009, les populations légales des communes sont publiées annuellement dans le cadre d'un recensement qui repose désormais sur une collecte d'information annuelle, concernant successivement tous les territoires communaux au cours d'une période de cinq ans. 
Pour les communes de moins de 10 000 habitants, une enquête de recensement portant sur toute la population est réalisée tous les cinq ans, les populations légales des années intermédiaires étant quant à elles estimées par interpolation ou extrapolation. Pour la commune, le premier recensement exhaustif entrant dans le cadre du nouveau dispositif a été réalisé en 2005,.
En 2013, la commune comptait 3 343 habitants, en évolution de +2,7 % par rapport à 2008 (Haut-Rhin : +1,54 %, France hors Mayotte : +2,49 %).
| 1793  | 1800  | 1806  | 1821  | 1831  | 1836  | 1841  | 1846  | 1851  |
| ----- | ----- | ----- | ----- | ----- | ----- | ----- | ----- | ----- |
| 2 097 | 2 181 | 2 214 | 2 859 | 3 053 | 3 356 | 3 244 | 3 290 | 3 155 |

| 1856  | 1861  | 1866  | 1871  | 1875  | 1880  | 1885  | 1890  | 1895  |
| ----- | ----- | ----- | ----- | ----- | ----- | ----- | ----- | ----- |
| 2 915 | 3 230 | 3 570 | 3 315 | 3 307 | 3 299 | 3 373 | 3 512 | 3 603 |

| 1900  | 1905  | 1910  | 1921  | 1926  | 1931  | 1936  | 1946  | 1954  |
| ----- | ----- | ----- | ----- | ----- | ----- | ----- | ----- | ----- |
| 3 987 | 3 676 | 3 657 | 3 426 | 3 329 | 3 103 | 3 005 | 2 933 | 3 114 |

| 1962  | 1968  | 1975  | 1982  | 1990  | 1999  | 2005  | 2010  | 2013  |
| ----- | ----- | ----- | ----- | ----- | ----- | ----- | ----- | ----- |
| 3 326 | 3 385 | 3 601 | 3 328 | 3 267 | 3 329 | 3 238 | 3 300 | 3 343 |

## Économie
- Sanatorium construit par l'architecte strasbourgeois Gustave Oberthür en 1924, devenu une maison de repos[18].
- L'hôtel du Schimmel. ("Luftkurhotel Schimmel" ), Centre Médical "Le Schimmel" géré par l'UGECAM (Union pour la gestion des établissements des caisses d'Assurance maladie d'Alsace.)[19].
- Erhard Pâtissier Glacier (PME de 330 salariés dont le siège est à Masevaux)[20]

## Culture locale et patrimoine

### Lieux et monuments

#### Patrimoine religieux
- Église Saint-Martin[21],[22]. On y trouvait les orgues les plus importantes d'Alsace, détruites par un incendie en 1966. Les grandes orgues Kern[23] ont été construites en 1975 en remplacement des orgues historiques Callinet détruites. La sonnerie de l'église comporte actuellement 5 cloches et est l'une des plus belles d'Alsace. Quatre cloches de 1969 coulées par Schilling (Heidelberg), un bourdon Lab2 de 5 070 kg, Do3, Mib3, Lab3 ainsi qu'une cloche plus ancienne Fa3 en provenance d'Oranie (Algérie) [24],[25];
- Temple de protestants[26] et son orgue d'Heinrich Koulen de 1894[27] ;
- Les monuments commémoratifs[28],[29];
- Cours du Chapitre et abbaye[30],[31] ;
- Statue de sainte Odile[32] ;
- Chapelle-pèlerinage Notre-Dame de Houppach : édifiée à la fin du XVIIe siècle[33] par le fils d'un médecin de Louis XIV, devenu ermite sous le nom de Frère Augustin, elle contenait une statue de Vierge noire. Ce premier édifice fut détruit à la Révolution, reconstruit provisoirement, puis sous une forme plus pérenne, et béni en 1807. En 1869, la chapelle fut abattue pour laisser place à un nouveau monument, lequel, en raison de la guerre de 1870-71, ne put être terminé qu'en 1875. La Vierge noire fut détruite en 1880 par un simple d'esprit qui la jeta au feu, puis remplacée par une nouvelle statue issue des Ateliers de Munich. La chapelle bénéficia d'une nouvelle rénovation entre 1985 et 1989. Elle est toujours un lieu de pèlerinage[34],[35].

Notre-Dame de Houppach
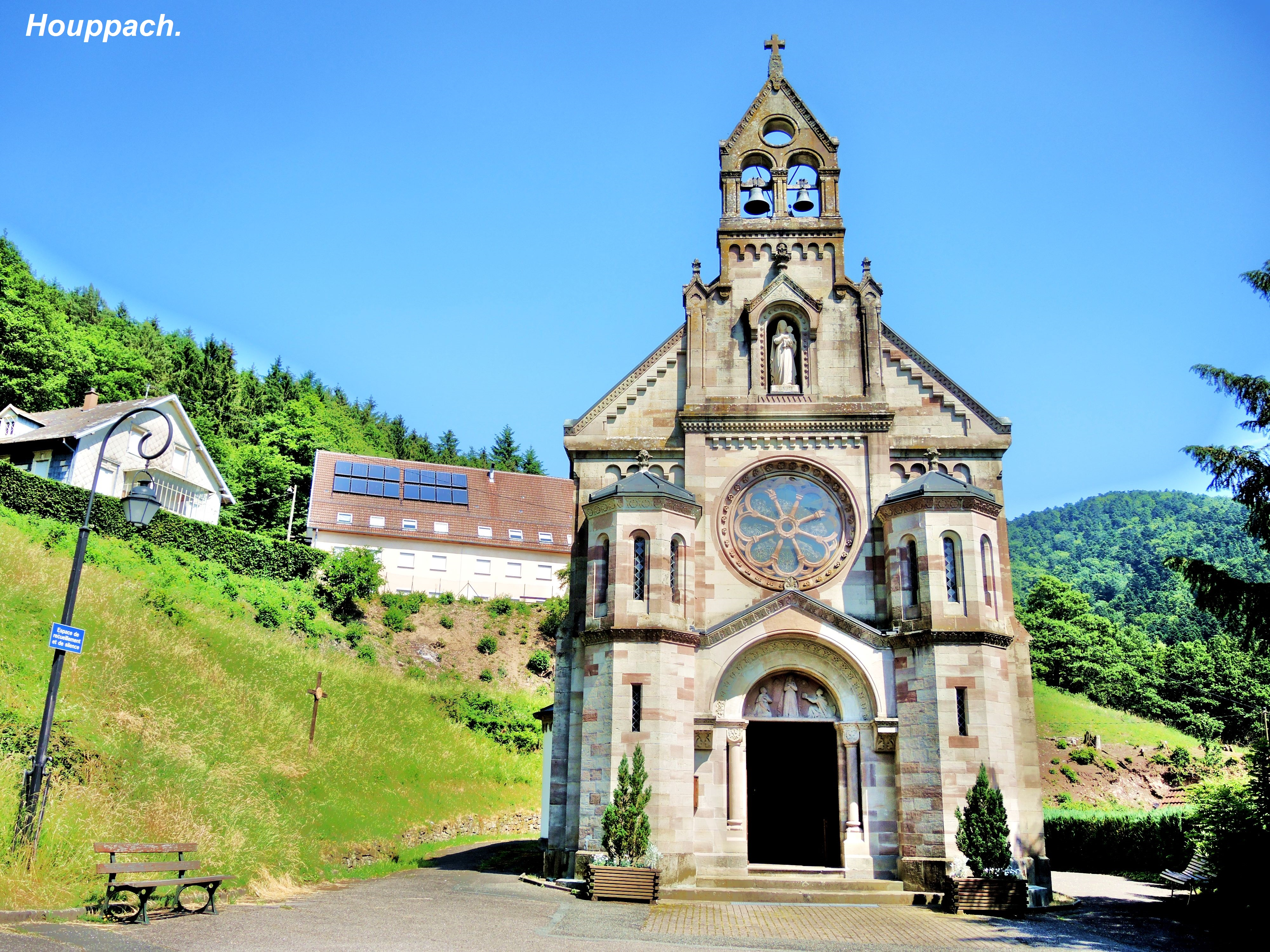
Vue extérieure
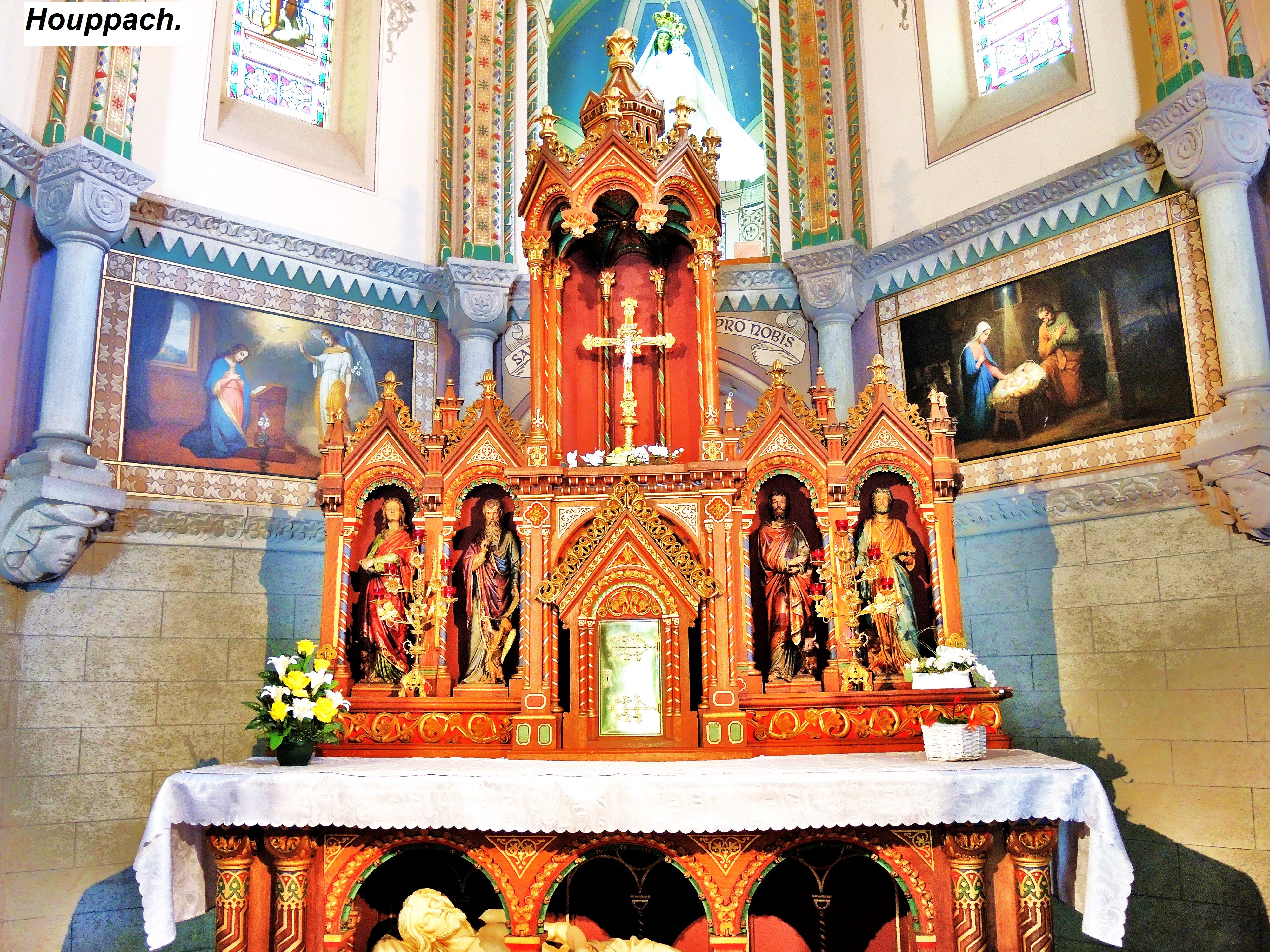
Retable de la chapelle
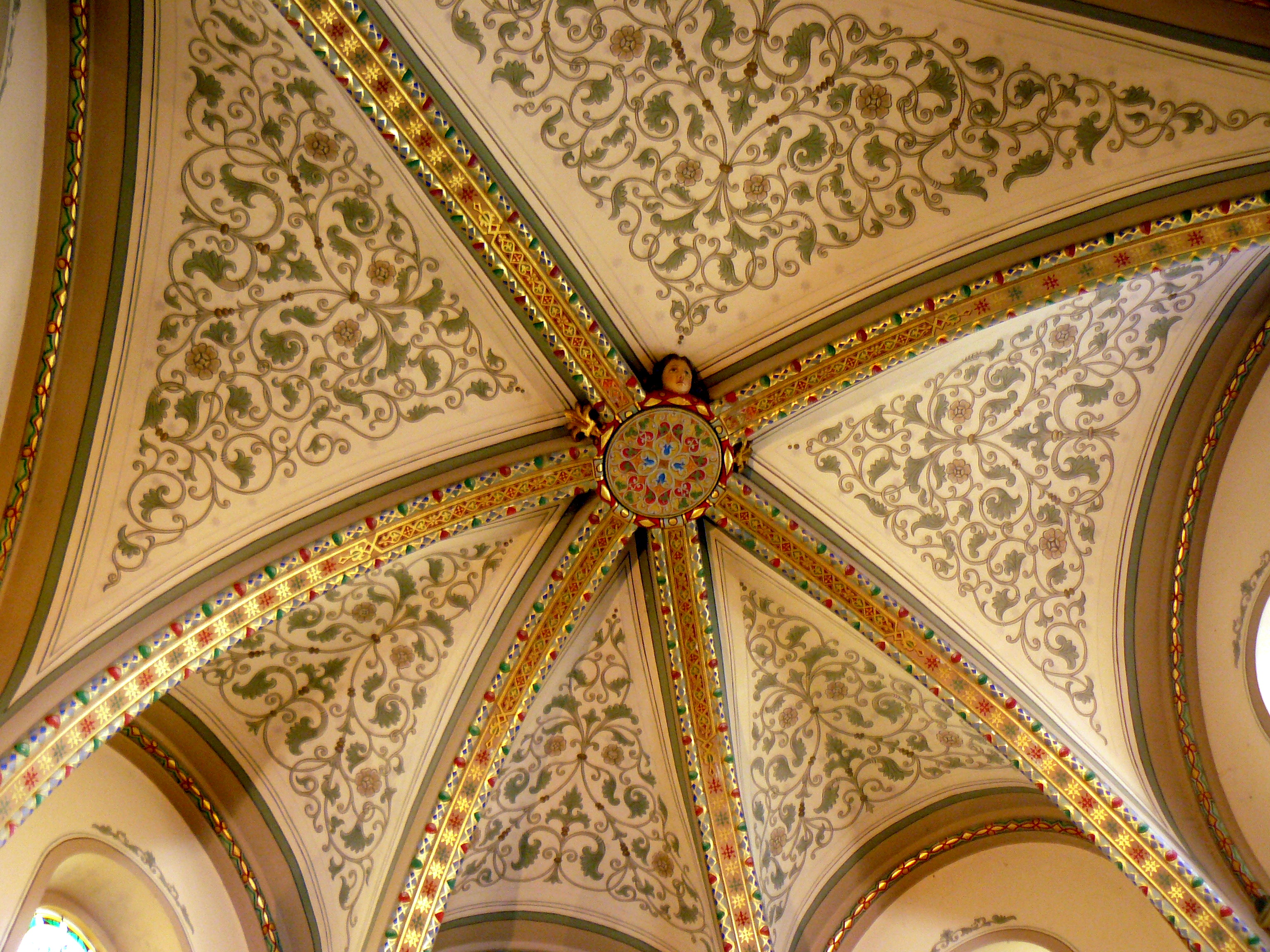
Voûte (restauration : Louis Wiederkehr)

#### Patrimoine civil

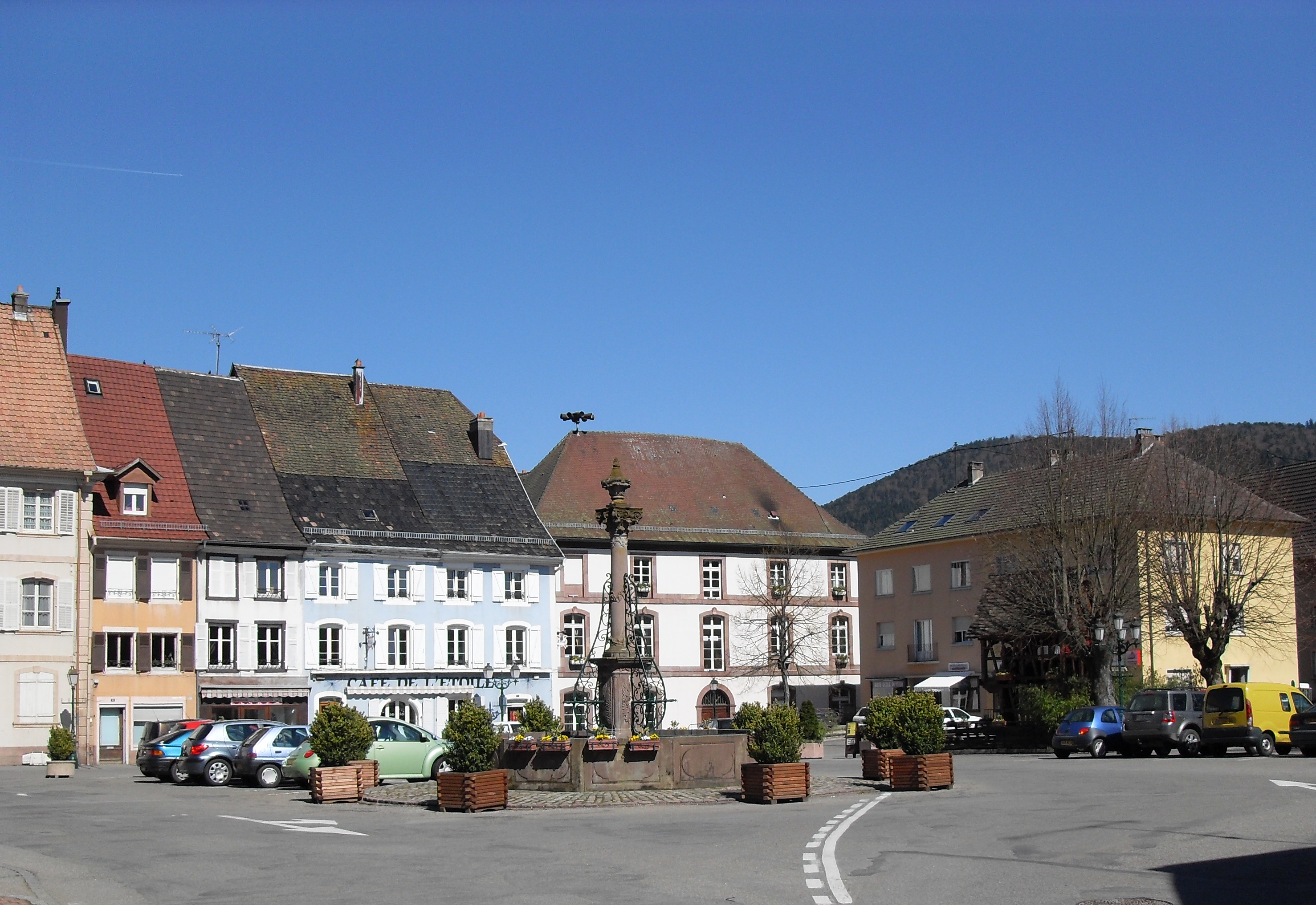
La Place des Alliés.

Masevaux compte huit fontaines. La fontaine de la place des Alliés (anciennement Münsterplatz) a été réalisé par Jean-Baptiste Sellinger en 1768, mais une fontaine se trouvait à cet emplacement au moins dès les années 1580. Elle est inscrite aux monuments historiques depuis 1937. La fontaine de la place Clemenceau a été réalisée par Jacob Loys en 1614 et restaurée en 1862. Là-aussi elle remplace une fontaine antérieure qui existait déjà à la fin du XVIe siècle,. Parmi les plus anciennes fontaines figure également celle située rue du Maréchal Foch, qui date de 1768 et est inscrite aux monuments historiques depuis 1937.
Parmi les autres bâtiments d’intérêt figurent plusieurs maisons de la place des Alliées, dont les portes datant de la première moitié du XVIe siècle sont inscrites aux monuments historiques,,. La maison dite Capplerhof, située rue Meyenberg, qui a été la demeure des comtes de Rosen-Rothenbourg est également inscrite, de même que ses annexes,. Enfin, dans les bâtiments inscrits aux monuments historiques figure également l’hôtel de ville de 1748.

### Personnalités liées à la commune
- Les de Masevaux (en allemand : von Massmünster) était une famille noble de Haute-Alsace possédant la seigneurie de Masevaux de 1465 à 1531.
- Conrad Alexandre Gérard est certainement le plus illustre Masopolitain. Il est né à Masevaux le 12 décembre 1729, d’un père originaire des Vosges et d’une mère native de Burnhaupt-le-Bas, Marie France Wetzel. Il devient le premier ambassadeur de France auprès des États-Unis.
- Jacques Louis Battmann, organiste et compositeur, est né à Masevaux en 1818.
- Édouard Beugniot, ingénieur civil concepteur d'un système d'articulation pour locomotives à vapeur, est né à Masevaux en 1822[45].
- Jean-Paul Gunsett, écrivain et homme de radio est né à Masevaux en 1925.
- Émile Jung, chef cuisinier (3 étoiles au guide Michelin), est né à Masevaux en 1941.

### Héraldique
| Blason de Masevaux | Les armes de Masevaux se blasonnent ainsi : « De gueules à la ville d'argent fortifiée et maçonnée de sable. » |